# 해저 2만리 (1954년 영화)
《해저 2만리》(영어: 20,000 Leagues Under the Sea)는 1954년 개봉한 미국의 SF 모험 영화이다. 리처드 플라이셔가 감독을 맡았으며, 쥘 베른의 동명 소설 영화의 원작이다.